# Joey Bishop
Joey Bishop, właśc. Joseph Abraham Gottlieb (ur. 3 lutego 1918 w Bronx w Nowym Jorku, zm. 17 października 2007 w Newport Beach) – amerykański komik i aktor telewizyjny i filmowy, członek Rat Pack z takimi artystami jak Frank Sinatra, Peter Lawford, Sammy Davis Jr. i Dean Martin.

## Życiorys

### Wczesne lata
Urodził się w nowojorskim Bronksie jako najmłodszy z pięciorga dzieci Anny (z domu Siegel) i Jacoba Gottlieba, polsko-żydowskich imigrantów. Jego ojciec był mechanikiem rowerowym. Dorastał w południowej części Filadelfii.
W czasie II wojny światowej służył w armii amerykańskiej, jako sierżant w Służbach Specjalnych w Fort Sam Houston w Teksasie.

### Kariera
Rozpoczął występy ze swoim starszym bratem Maurym jako część stand-upu. Po raz pierwszy pojawił się w telewizji już w 1948 i ostatecznie zagrał we własnym cotygodniowym serialu komediowym jako gospodarz talk-show, a potem wieczornym talk-show. 28 maja 1950 był w programie CBS The Ed Sullivan Show, a 19 kwietnia 1957 w NBC The Dinah Shore Chevy Show. Potem był gościem w wielu innych programach, m.in. The Tonight Show zastępując Jacka Paara, The Tonight Show Starring Johnny Carson (1962–92), a także The Tonight Show Steve’a Allena i poprzednich wersjach Jacka Paara.
Przez cztery sezony grał w sitcomie NBC/CBS The Joey Bishop Show (1961-65). Pojawił się jako Roth w dramacie wojennym Raoula Walsha Nadzy i martwi (The Dead ant the Naked, 1958) z Aldo Rayem. Potem wystąpił jako Mushy' O’Connors w komedii kryminalnej Lewisa Milestone’a Ocean’s Eleven (1960), gdzie główne role zagrali: Frank Sinatra, Dean Martin, Sammy Davis Jr., Peter Lawford i Angie Dickinson. Był też w obsadzie komediowym westernie Johna Sturgesa Sierżanci 3 (Sergeants 3, 1962).
Regularnie brał udział w różnych programach telewizyjnych, takich jak What's My Line? (1960–66), The Hollywood Squares (1966–81), a także gościnnie w serialu kryminalnym CBS Napisała: Morderstwo (Murder She Wrote, 1985) jako Buster Bailey, komedii romantycznej Alana Aldy Wesele Betsy  (Betsy's Wedding, 1990) z Molly Ringwald i Ally Sheedy w roli ojca głównego bohatera, oraz komedii kryminalnej w reżyserii swojego syna Czas wściekłych psów (Mad Dog Time, 1996) z Paulem Anką, Ellen Barkin, Kyle MacLachlanem, Angie Everhart, Gabrielem Byrnem, Jeffem Goldblumem, Diane Lane i Richardem Dreyfussem jako pan Gottlieb.
W 1981 zastąpił Mickeya Rooneya na miesiąc w broadwayowskiej produkcji Sugar Babies.
Był tematem biografii z 2002 roku zatytułowanej Mouse in the Rat Pack: The Joey Bishop Story.

### Życie prywatne
14 stycznia 1941 ożenił się z Sylvią Ruzgą. Byli małżeństwem 58 lat, gdy Sylvia zmarła 20 września 1999 na raka płuc. Mieli jednego syna, Larry’ego (ur. 30 listopada 1948 w Filadelfii), który został reżyserem i aktorem.
Zmarł 17 października 2007 w swoim domu w Newport Beach w stanie Kalifornia w wieku 89 lat.